# Lone Træholt
 (septembre 2022).
La mise en forme du texte ne suit pas les recommandations de Wikipédia : il faut le « wikifier ».
Les points d'amélioration suivants sont les cas les plus fréquents. Le détail des points à revoir est peut-être précisé sur la page de discussion.
- Les titres sont pré-formatés par le logiciel. Ils ne sont ni en capitales, ni en gras.
- Le texte ne doit pas être écrit en capitales (les noms de famille non plus), ni en gras, ni en italique, ni en « petit »…
- Le gras n'est utilisé que pour surligner le titre de l'article dans l'introduction, une seule fois.
- L'italique est rarement utilisé : mots en langue étrangère, titres d'œuvres, noms de bateaux, etc.
- Les citations ne sont pas en italique mais en corps de texte normal. Elles sont entourées par des guillemets français : « et ».
- Les listes à puces sont à éviter, des paragraphes rédigés étant largement préférés. Les tableaux sont à réserver à la présentation de données structurées (résultats, etc.).
- Les appels de note de bas de page (petits chiffres en exposant, introduits par l'outil «  Source ») sont à placer entre la fin de phrase et le point final[comme ça].
- Les liens internes (vers d'autres articles de Wikipédia) sont à choisir avec parcimonie. Créez des liens vers des articles approfondissant le sujet. Les termes génériques sans rapport avec le sujet sont à éviter, ainsi que les répétitions de liens vers un même terme.
- Les liens externes sont à placer uniquement dans une section « Liens externes », à la fin de l'article. Ces liens sont à choisir avec parcimonie suivant les règles définies. Si un lien sert de source à l'article, son insertion dans le texte est à faire par les notes de bas de page.
- La présentation des références doit suivre les conventions bibliographiques. Il est recommandé d'utiliser les modèles {{Ouvrage}}, {{Chapitre}}, {{Article}}, {{Lien web}} et/ou {{Bibliographie}}. Le mode d'édition visuel peut mettre en forme automatiquement les références.
- Insérer une infobox (cadre d'informations à droite) n'est pas obligatoire pour parachever la mise en page.

Pour une aide détaillée, merci de consulter Aide:Wikification.
Si vous pensez que ces points ont été résolus, vous pouvez retirer ce bandeau et améliorer la mise en forme d'un autre article.
 (septembre 2022).
Lone Træholt est la première femme des forces armées danoises à obtenir le grade de général.
Le 30 septembre 2016, elle est promue général de brigade dans la Armée de l'air royale danoise, à la tête de l'état-major tactique de l'air,. En 2000, Træholt est également la première femme de l'armée de l'air danoise à détenir le grade de lieutenant-colonel (en danois : oberstløjtnant),  et en 2008, la première femme colonel (en danois : oberst).

## Jeunesse et éducation
Née le 15 juillet 1958 à Løkken dans le nord-ouest du Jutland, Lone Træholt est diplômé du Brønderslev Gymnasium en 1977. Elle envisage d'étudier la biologie, mais son frère aîné, qui est pilote dans l'armée de l'air, l'a convaincu de suivre ses traces.  Elle suit donc une formation d'officier à l'académie de l'armée de l'air royale danoise de 1979 à 1983. Elle suit une formation complémentaire d'officier dans la même académie en 1986 et de 1992 à 1993. Plus récemment, elle a suivi des cours de leadership militaire.

## Carrière
Træholt gravit tous les échelons des officiers de l'armée de l'air danoise depuis 1981, date à laquelle elle devient sous-lieutenante. Elle est ensuite promue premier lieutenant (1983), capitaine (1986), major (1993), lieutenant-colonel (2000) puis colonel (2008). Les principales responsabilités de ces dernières années incluent la cheffe d'état-major de la base aérienne d'Aalborg (2003–06), la cheffe de la planification, la Commandante aérienne tactique (2007) et la cheffe de l'escadre de contrôle aérien à la base aérienne de Karup (2008–11).
Elle sert aussi à l'OTAN en tant qu'assistante militaire pour COMBALTAP / Commandante JHNE, Karup (1998–2000), Branchhead Air Enablers Branch, Air Command Ramstein (2011–13) et Division Head Combat Operations Division, CAOC Uedem en Allemagne (2014– 16). Elle sert également les Nations Unies en tant que responsable des opérations d'information à Kinshasa, en République démocratique du Congo de 2007 à 2008.
À la suite de son long service en tant que femme dans l'armée danoise, Træholt suit l'évolution des attitudes envers le recrutement des femmes au fil des ans. Elle espère que sa promotion au grade de général lui donnera l'occasion d'encourager davantage de femmes à s'engager dans l'armée et à y rester plus longtemps que d'habitude comparé aux hommes. Alors que Træholt a généralement le sentiment d'avoir été traitée sur un pied d'égalité avec les hommes, elle reconnaît que dans ses premières années, elle n'était pas autorisée à voler au Danemark. Elle a révélé à quel point il était difficile pour elle et trois collègues féminines de suivre des cours de pilotage à l'ancienne école de pilotage d'Avnø, près de Præstø, car le vol était considéré comme un domaine sacro-saint réservé aux hommes.  Elle se souvient toujours qu'on lui avait dit à l'école de pilotage : « C'est dommage que tu sois une femme. Tu voles si bien." Ce n'est que lorsqu'elle était stationnée en Allemagne qu'elle a pu voler sans restriction. Jusque dans les années 1980, au Danemark, on estimait que les femmes étaient trop fragiles pour voler.
Lone Træholt est mariée et a un fils.  Elle est la seule femme générale dans les forces armées danoises jusqu'à ce que l'armée promeuve Jette Albinus au rang de général le 11 septembre 2017.

## Prix
- Commandeur de l'ordre du Dannebrog

Træholt a reçu de nombreux prix et médailles, dont l'Ordre du Dannebrog en tant que Commandeur, la Médaille de la Défense danoise et la Médaille de la libération du Koweït.